# Toyota Passo
Toyota Passo – mały samochód osobowy produkowany przez japońską markę Toyota od 2004 roku. Obecnie wytwarzana jest druga generacja modelu.

## Pierwsza generacja (2004-2010)
Toyota Passo I – mały hatchback, produkowany przez koncern Toyota. Passo jest modelem bliźniaczym Daihatsu Sirion. Małą Toyotę zalicza się do segmentu B. Jest to 5-drzwiowy hatchback. Passo może być wyposażona w jeden z dwóch benzynowych silników:
- R3 1,0 / 71
- R4 1,3 / 92

Większy silnik jest dostępny z automatyczną, 4-stopniową przekładnią oraz z tą, co mniejszy, czyli 5-biegową ręczną. Toyota Passo jest napędzana na przód. ”Bliźniak” Daihatsu Sirion także ma pięcioro drzwi i pomieści pięcioro pasażerów.

## Druga generacja (2010-2016)
Toyota Passo II – mały hatchback, produkowany przez firmę Toyota, razem z Daihatsu Sirion III. Passo drugiej generacji jest wyposażona w te same silniki, co poprzednik. Opcjonalnie samochód może mieć napęd 4WD. Passo występuje tylko w odmianie 5-drzwiowej.